# 若槻有格
若槻 有格（わかつき ありのり、明治30年（1897年）3月13日 - 昭和46年（1971年）8月19日）は、日本の実業家、元日本銀行証券局長。
第25代および第28代内閣総理大臣若槻禮次郎と若槻徳子の長男。

## 経歴
東京市小石川区（現在の文京区）に生まれる。大正10年（1921年）に東京帝国大学経済学部卒業、日本銀行入行。検査役、静岡支店長、松江支店長、証券局長等を歴任する。昭和20年（1945年）に利久醗酵工業会長、昭和22年（1947年）に同常任監査役となったが、同社が協和醗酵工業との合併を機会に辞任し、セロハン販売興進社社長となる。昭和46年（1971年）没。

## 人物像
趣味は文学。宗教は真宗。

## 家族親族
- 妻：峰（秋田県、児玉要助三女）
- 長男：寛義
- 二男：信成